# 2K Los Angeles
2K Los Angeles (ранее Kush Games) — закрытая американская компания, разработчик компьютерных игр из Камарильо, штат Калифорния. Она сосредотачивалась главным образом на спортивных симуляторах, таких как MLB Baseball 2K и NHL 2K. Она создала несколько видеоигр для консолей PlayStation 2, PSP, GameCube, Xbox, PlayStation 3 и Xbox 360.
В феврале 2007 года компания была переименована 2K Los Angeles. В июле 2007 года, основатель Kush Games, Амрао Майер, основал в Камарильо Zindagi Games с рядом бывших сотрудников из Kush Games. Остальные сотрудники Kush Games переехали в Сан-Франциско в начале 2008 года. Компания позже закрыла все свои разработки, серии MLB и NHL 2K переходят к 2K Sports.